# لودفيك كارول تيشمان
لودفيك كارول تيشمان (1823-1895) عالم تشريح بولندي ومكتشف لطريقة جديدة للبحث في الطب الشرعي ، سميت على اسمه بلورات تيشمان.

## حياته
ولد تيشمان في 16 سبتمبر 1823 في لوبلين. وحصل في عام 1856، على دكتوراه في الطب من جامعة جوتنجن. وفي عام 1861، أصبح أستاذًا في علم التشريح المرضي في جامعة جاجيلونيان في كراكوف. وفي عام 1868 أصبح بروفيسوراً في علم التشريح الوصفي والمقارن هناك (descriptive and comparative anatomy )، حيث شغل أيضًا منصب رئيس الجامعة من عام 1877 إلى عام 1878. توفي تيشمان في 24 نوفمبر 1895 في كراكوف.

## العمل
من بين أعماله على وجه الخصوص،  نظام الشفط من الناحية التشريحية ( Das saugadersystem vom anatomischen standpunkte) (1861).